# Syndactyla subalaris
Syndactyla subalaris е вид птица от семейство Furnariidae.

## Разпространение
Видът е разпространен във Венецуела, Еквадор, Колумбия, Коста Рика, Панама и Перу.